# Jhonny Fernández
Max Jhonny Fernández Saucedo (Santa Cruz de la Sierra, 21 de marzo de 1964) es un político boliviano, alcalde del municipio de Santa Cruz de la Sierra en Bolivia, elegido en las elecciones subnacionales de 2021.

## Biografía
Nació el 21 de marzo de 1964 en Santa Cruz de la Sierra, es hijo de Carlinda Saucedo Espinoza y del empresario cervecero, político boliviano y fundador de Unidad Cívica Solidaridad (UCS) Max Fernández.
Sus estudios primarios los realizó en la Escuela Villa Fátima, cursó la secundaria en los colegios privado Bethesda Muyurina y Soria School. Obtuvo el bachillerato en la unidad educativa Grigotá. Posteriormente, se trasladó a Buenos Aires  para estudiar electrónica.
Su familia está conformada por su esposa Elva Rea Pedriel y sus cuatro hijos: Luis Miguel, Paola, Nicole y Max Jhonny. El primero es actualmente concejal por el municipio de Santa Cruz de la Sierra y la segunda es Senadora Suplente por el departamento de Santa Cruz, ambos en representación de la UCS.

## Trayectoria empresarial
Jhonny Fernández heredó las acciones de su padre en la empresa Cervecería Boliviana Nacional S.A. y las vendió el año 2000 a Quilmes Industrial S.A. para evitar la vinculación de su labor en la CBN con su actividad política en Unidad Cívica Solidaridad.

## Trayectoria política
Fue electo concejal municipal de 1989 a 1991. En 1995 ganó las elecciones municipales y fue elegido Alcalde. Fue reelecto Alcalde en 2000.
Desde el 15 de marzo de 1996 es Jefe Nacional del partido político Unidad Cívica Solidaridad (UCS).
En las elecciones generales de Bolivia de 2002, Fermández fue candidato a la presidencia de Bolivia, con el partido que actualmente lidera (UCS), teniendo un 5,3% de los votos. Con esto aseguró cinco escaños en la Cámara de Diputados, pero ningún representante en el Senado.
En las elecciones Subnacionales de 2015 participó como candidato a 1er Concejal Municipal, junto a su hermano Roberto Fernández, este último como candidato a alcalde de Santa Cruz de la Sierra, obteniendo 168.718 votos, ingresando así 3 concejales electos al Gobierno Autónomo Municipal de Santa Cruz de la Sierra, entre ellos Jhonny Fernández.
Fernández, siendo concejal municipal en la gestión de Percy Fernández (2015-2020), ha denunciando a lo largo de su cargo de fiscalizador, irregularidades y pidiendo auditoria a varios procesos.
Entre sus principales propuestas en las elecciones subnacionales 2021, planteó una "Santa Cruz Digital". Logró ganar el curul de burgomaestre con el 35,41% de votos, traducidos a 318.416 votos a favor de UCS, lo cual le dio el derecho de ocupar el sillón municipal de la Alcaldía por el periodo 2021 a 2026. Asumió el cargo el 3 de mayo de 2021.

## Acusaciones de corrupción
Durante la última gestión municipal de Fernández surgieron algunos casos de corrupción. En junio de 2022, un funcionario de la Secretaría Municipal de Administración Tributaria (SAT) fue acusado de eliminar del sistema las deudas tributarias de varios inmuebles, a cambio de recibir altas sumas de dinero que fueron desviadas de las arcas municipales hacia su bolsillo. Este hecho resultó en su destitución del cargo. En abril de 2024, dos hombres fueron aprehendidos en la Quinta Municipal de la Alcaldía de Santa Cruz de la Sierra por la presunta venta de un contrato. Unos meses después, en septiembre de 2024, el secretario de Administración Tributaria fue denunciado por corrupción, acusado del delito de manipulación informática.